# NGC 3200
NGC 3200 é uma galáxia espiral barrada (SBbc) localizada na direcção da constelação de Hydra. Possui uma declinação de -17° 58' 56" e uma ascensão recta de 10 horas, 18 minutos e 36,4 segundos.
A galáxia NGC 3200 foi descoberta em 10 de Abril de 1882 por Edward Singleton Holden.